# Ли, Айлар
Айлар Дьянати Ли (перс. آیلار لی‎; род. 12 февраля 1984 года) — норвежская модель и бывшая порноактриса. На данный момент работает в индустрии музыки в качестве певицы и актрисы в видеоклипах. Несколько раз появлялась в клипах шведского диджея Basshunter. Приобрела популярность благодаря съёмкам в норвежском фильме «Большой брат».
Айлар свободно владеет родным фарси, норвежским и английским языками.

## Карьера

### Актриса и модель
Айлар Ли родилась в Тегеране, а в возрасте двух лет переехала в Норвегию. Была воспитана норвежскими и иранскими приёмными родителями.
Ли начала свою карьеру в качестве порноактрисы. Она снялась в нескольких порнофильмах под псевдонимом Diana, а потом решила закончить карьеру в порноиндустрии и стать моделью.
Айлар принимала участие в конкурсе Мисс Норвегия в 2004 году, но была дисквалифицирована, когда стало известно, что она снималась в фильмах для взрослых; участники конкурса не могли появляться обнажёнными в любой коммерческой продукции или публикации. Из-за того что Ли снималась в порнофильмах, она была объектом постоянной критики и не смогла посетить своего отца в родном Иране и даже получала угрозы физической расправы из Ирана.
В июле 2010 года в одном из интервью Ли заявила, что «крайне сожалеет» о том, что была связана с индустрией порнографии. Она объяснила, что сделала тот выбор в тот момент, когда у неё был тяжёлый период в жизни, и она мечтала удалить это «из [её] прошлого». Также стало известно, что ей запрещено въезжать в Иран из-за её бывшей профессии.
В 2004 году Ли заявила, что вступала в интимные отношения с Робби Уильямсом. Представитель Уильямса заявил, что такого никогда не было.
Её планы на 2006 год включали продвижение её команды моделей под названием Команда Айлар. Команда состояла из Шарлотты Фредриксен, Линн Ирэн (Линни) Майстер, Катрин Эшим, Лизы Марии Винтер и др.
Принимала участие в норвежском аналоге телепрограммы «Танцы со звёздами».
Айлар подписала контракт с «Hard2Beat» и выпустила дебютный сингл под названием «Some People» при участии Ocean Drive и DJ Oriska.

## Фильмография

### Порнографическое кино
- 2002: Throat Gaggers 3
- 2002: Pink Pussycats 1
- 2002: Breakin' 'Em In 3
- 2002: Brand New 1
- 2002: Eighteen 'N Interracial 2
- 2002: Just Over Eighteen 5
- 2002: Little White Chicks… Big Black Monster Dicks 17
- 2002: Racks and Blacks Going into Your Flaps
- 2003: Cum Dumpsters 3
- 2003: Cock Smokers 49

### Кино
- 2009: Dådyr
- 2010: Юхан-скиталец

### Видеоклипы
- 2007: Basshunter — Now You’re Gone
- 2007: Yousef feat. Aylar — Mamacita
- 2008: Basshunter — All I Ever Wanted
- 2008: Basshunter — Angel in the Night
- 2008: Basshunter — I Miss You
- 2009: Basshunter — Every Morning
- 2009: Basshunter — I Promised Myself
- 2009: Basshunter — Jingle Bells
- 2010: Arash feat. Timbuktu, Aylar & YAG — Dasa Bala
- 2010: Aylar Lie feat. Ocean Drive — Some People
- 2012: Basshunter — Northern Light
- 2012: Arash feat. Sean Paul — She Makes Me Go

## Телевидение
- 2005: Først & sist (гостья)
- 2005: Big Brother Norge Sverige (гостья / joint Norwegian/Swedish program)
- 2005: Aylar — Ett år i rampelyset (русск. Айлар — A Year in the Spotlight) (камео)
- 2007: Rikets røst (гостья)
- 2009: Helt ærlig (гостья)
- 2009: 4-stjerners middag halv åtte (участница)
- 2010: Sommertid (гостья)
- 2010: Skal vi danse (Танцы со звездами) с Åsleik Engmark (finished runners-up)